# Ilona Szwarc
Ilona Szwarc (ur. w 1984 w Warszawie) – polska fotografka zamieszkała w Los Angeles.

## Życiorys
Ukończyła studia w zakresie fotografii na Uniwersytecie Yale (w New Haven) oraz obroniła z wyróżnieniem dyplom w School of Visual Arts w Nowym Jorku. Jej twórczość dotyka problemów kobiecej tożsamości we współczesnym kontekście kulturowym. Najbardziej znane cykle artystki to „Rodeo Girls” i „American Girls” – ten ostatni nagrodzony w konkursie World Press Photo w 2013.
Szwarc jest autorką kilku wystaw indywidualnych, m.in. w: Foley Gallery w Nowym Jorku; Claude Samuel Galerie w Paryżu, Amerika Haus w Monachium, Maison de la Photographie w Lille oraz Leica 6x7 Gallery w Warszawie. Jej fotografie były pokazywane na wystawach grupowych w Nowym Jorku, Londynie, Bilbao, Amsterdamie, Chicago oraz ostatnio w Regen Projects w Los Angeles oraz Danziger Gallery w Nowym Jorku.
Zdobyła wiele prestiżowych nagród, wśród których do najważniejszych należą: Nagroda Richarda Bensona Prize for Excellence in Photography (Uniwersytet Yale, 2015), Nagroda Arnolda Newmana Prize for New Directions in Photographic Portraiture (Arnold and August Newman Foundation, 2014) oraz World Press Photo (World Press Photo Foundation, 2013).
W 2014 Szwarc uczestniczyła w Joop Swart Masterclass, zaś Uniwersytet Yale przyznał jej grant Alice Kimball Traveling Fellowship. W 2016 została zaliczona do prestiżowego grona talentów muzeum FOAM, a projekt I am a woman and I feast on memory został zaprezentowany na łamach „Foam Magazine” oraz na festiwalu Unseen w Amsterdamie.
Fotografie Szwarc były publikowane na całym świecie, między innymi przez „The New York Times Magazine”, „The New Yorker”, „TIME”, „The UK Sunday Times Magazine”, „The Telegraph Magazine”.